# Derek Allhusen
Derek Swithin Allhusen CVO (Chelsea 9 januari 1914 - Norwich, 24 april 2000) was een Brits ruiter. Hij nam als ruiter deel aan eventing. Allhusen nam deel aan het demonstratieonderdeel Winter vijfkamp op de Olympische Winterspelen 1948 maar hij een zesde plaats behaalde. Twintig jaar later maakte Allhusen zijn olympische debuut tijdens de Olympische Zomerspelen 1968, waar hij als tweede eindigde in de individuele eventingwedstrijd en eerste in de landenwedstrijd eventing.

## Resultaten
- Olympische Zomerspelen 1968 in Mexico-Stad  individueel eventing met Lochinvar
- Olympische Zomerspelen 1968 in Mexico-Stad  landenwedstrijd eventing met Lochinvar

1912: Nordlander, Adlercreutz, Casparsson,  Horn af Åminne ·
1920: Mörner, Lundström, von Braun,  Dyrsch ·
1924: Van der Voort van Zijp, Pahud de Mortanges, De Kruijff,  Colenbrander ·
1928: Pahud de Mortanges, De Kruijff, Van der Voort van Zijp ·
1932: Thomson, Chamberlin, Argo ·
1936: Stubbendorf, Lippert, von Wangenheim ·
1948: Henry, Anderson, Thomson ·
1952: von Blixen-Finecke, Stahre, Frölén ·
1956: Weldon, Rook, Hill ·
1960: Morgan, Lavis, Roycroft ·
1964: Checcoli, Angioni, Ravano ·
1968: Allhusen, Meade, Jones ·
1972: Meade, Gordon-Watson, Parker, Phillips ·
1976: Coffin, Plumb, Davidson, Tauskey ·
1980: Blinov, Salnikov, Volkov, Rogosjin ·
1984: Plumb, Stives, Fleischmann, Davidson ·
1988: Erhorn, Baumann, Kaspareit, Ehrenbrink ·
1992: Green, Rolton, Hoy, Ryan ·
1996: Schaeffer, Rolton, Hoy, Dutton ·
2000: Dutton, Hoy, Tinney, Ryan ·
2004: Boiteau, Lyard, Courrèges, Teulère, Touzaint ·
2008: Thomsen, Ostholt, Dibowski, Klimke, Romeike ·
2012: Auffarth, Jung, Klimke, Schrade, Thomsen ·
2016: Laghouag, Lemoine, Nicolas, Vallette ·
2020: Collett, McEwen, Townend ·
2024: Canter, Collett, McEwen
- Virtual International Authority File: 9541148705731537080002